# Hristos Banikas

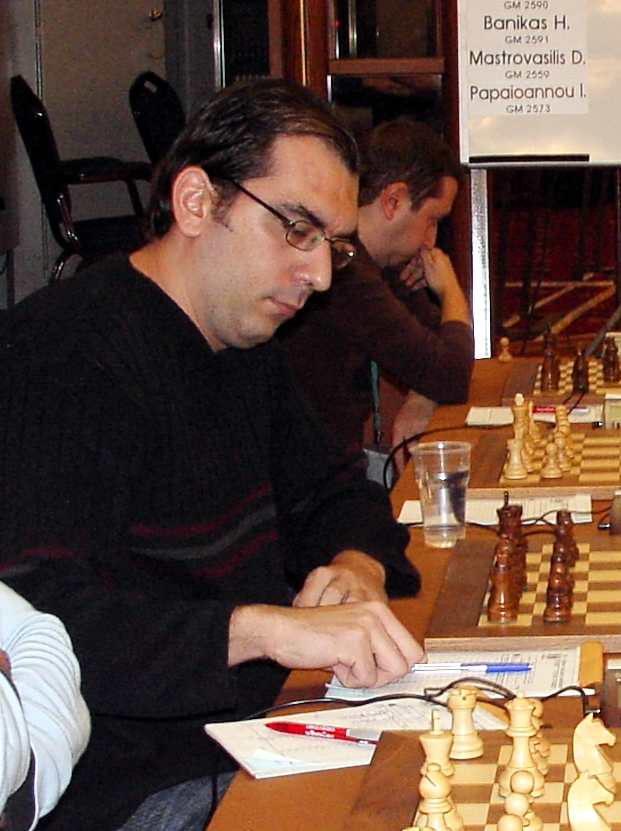
Hristos Banikas (2007)

Hristos Banikas (Grieks: Χριστόδουλος Μπανίκας) (Thessaloniki, 20 mei 1978) is een Grieks schaker uit Thessaloníki met een FIDE-rating 2567 in 2017. Hij is, sinds 2001, een grootmeester (GM). 

## Individuele resultaten
Banikas won in 1990 het Griekse schaakkampioenschap voor jeugd tot 12 jaar, in 1993 idem voor jeugd tot 16 jaar, en in 1996 idem voor jeugd tot 20 jaar. Acht keer won hij het Grieks kampioenschap: 2000 - 2005 en 2008 - 2009. 
In 2001 verloor hij een Man versus Machine-wedstrijd tegen Deep Junior.  In 2002 won Banikas de Europese kampioenschappen rapidschaak in Panormo op Kreta, na tiebreak tegen Sergej Movsesian, en het 2e individuele Balkan-kampioenschap in Istanboel.

## Resultaten in nationale teams
Banikas speelde voor het Griekse nationale team in iedere Schaakolympiade sinds 1996, behalve 2004. Hij speelde in het Wereldkampioenschap schaken voor landenteams in 2010, waarbij hij een zilveren medaille won voor zijn individuele prestatie, en in ieder Europees schaakkampioenschap voor landenteams sinds 2001; hier won hij in 2005 een individuele zilveren medaille.

## Speelstijl
Banikas houdt van tactische complicaties. Met zwart speelt hij vaak Siciliaans, met wit speelt hij bij voorkeur 1.d4, maar speelt ook wel 1. Pf3 of 1.c4.

## Externe koppelingen
- (en)   Informatie over schaakpartijen van Hristos Banikas op ChessGames.com
- (en)   Informatie over schaakpartijen van Hristos Banikas op 365chess.com
- (en)  FIDE-ratinggegevens voor Hristos Banikas